# José Luis Blanco Soto
José Luis Blanco Soto   (Armunia, 16 de juny de 1952) va ser un ciclista espanyol, professional del 1980 al 1981.

## Palmarès
- 1978
  - 1r al Gran Premi Ciutat de Vigo
- 1980
  - Vencedor d'una etapa a la Volta a Cantàbria
  - 1r al Gran Premi Cuprosan
- 1981
  - Vencedor d'una etapa a la Volta da Ascensión
- 1983
  - Vencedor d'una etapa a la Volta da Ascensión
- 1984
  - 1r a la Volta da Ascensión i vencedor de 2 etapes
  - Vencedor d'una etapa a la Volta a Segòvia